# Puerta Rudiae
La Porta Rudiae, también llamada de Sant'Oronzo  es una de las tres puerta de la ciudad que dan acceso al centro histórico de Lecce, y la más interesante y antigua. Está bierta en el brazo de las murallas orientales de la ciudad, siendo la que daba a la antigua ciudad destruida de Rudiae, de la que tomó su nombre. Se encuentra en vía Adua, cerca del cruce entre viale dell'Università y vía Dalmazio Birago.

## Descripción
Construida sobre las ruinas de una puerta más antigua que se derrumbó a finales del siglo XVII, fue reconstruida en 1703 por el noble de Lecce Prospero Lubelli. La puerta consta de un solo arco, flanqueada por dos columnas a cada lado que descansan sobre un podio y que sostienen un friso en el que se colocan los bustos de los míticos fundadores de la ciudad: Malennio, Dauno, Euippa e Idomeneo. También llamada , está coronada por la estatua del santo, protector de Lecce, y por las de los otros protectores de la ciudad, Santa Irene y Santo Domingo. Un epígrafe en latín recuerda cómo la puerta fue reconstruida gracias al legado de Prospero Lubelli de Lecce durante el gobierno del alcalde Cesare Belli.